# Ilhas Égadas

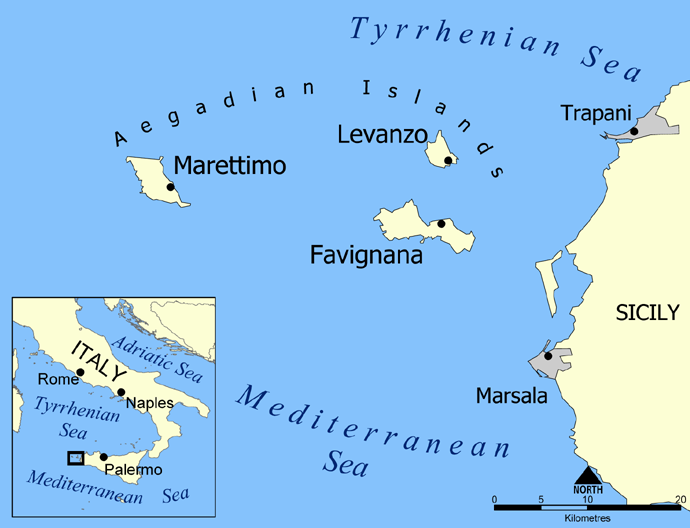
Localização das Ilhas Égadi

As ilhas Égadas (em italiano:  Isole Egadi) compõem um arquipélago de 37,45 km² em frente à costa ocidental da Sicília, na província de  Trapani, comune de Favignana.
O arquipélago é composto das seguintes ilhas:
- Favignana
- Marettimo
- Levanzo

Em 241 a.C. ocorreu ali a batalha final da Primeira Guerra Púnica, com a vitória da frota romana sobre a frota cartaginesa.
Imagens:
https://lh6.googleusercontent.com/proxy/Njg3XZuu8Shl7LLRVgZREFSVyKzjyAh9rzYNaMZ-2dAyGN7evWi4FPDlN2_2bGxEUHaMLeyLdAli0-mz1lmWvQD0ZIP7Lw=w408-h273